# Objektkatalog für das Straßen- und Verkehrswesen
Der Objektkatalog für das Straßen- und Verkehrswesen (kurz OKSTRA) ist ein Standard, der die IT-technische Beschreibung von Objekten im Bereich des Straßen- und Verkehrswesens in der Bundesrepublik Deutschland vereinheitlicht.
Der OKSTRA soll gewährleisten, dass alle Informationen zwischen den verschiedenen, in der Straßenbau- und Verkehrsverwaltung des Bundes und der Länder eingesetzten Informations- und Softwaresystemen ohne Medienbruch ausgetauscht werden können.

## Entwicklung
Die Weiterentwicklung und Pflege des OKSTRA liegt bei der OKSTRA-Pflegestelle, die in administrativer Hinsicht von der FG OKSTRA, einer Bund-Länder-Fachgruppe der ITKo beaufsichtigt wird. Die erste Version des OKSTRA wurde am 15. Oktober 1999 verabschiedet. Am 15. Mai 2000 führte das damalige Bundesministerium für Verkehr, Bau- und Wohnungswesen OKSTRA für den Bereich der Bundesfernstraßen ein.
Beispielsweise wurde das Regionale Bezugssystems in Berlin mit den Mitteln von „OKSTRA“ (Objektkatalog für das Straßen- und Verkehrswesen) und „OKSTRA-kommunal“ (Objektkatalog für das Straßen- und Verkehrswesen für kommunale Straßendaten) realisiert. Mit diesem bei der Bundesanstalt für Straßen- und Verkehrswesen (BASt) entwickelten Entwurf eines Standards für kommunale Straßennetze „OKSTRA-kommunal“ auf XML-Basis wird der Datenaustausch untereinander und mit anderen Systemen ermöglicht und für das Detailnetz eine entsprechende Schnittstelle bereitgestellt, wozu jedes Detail des „Stadtentwicklungsplans Straße“ (StEP) im Land Berlin mit einer OKSTRA-ID versehen wurde.